# L'Incroyable Yellow Yeti
L'Incroyable Yellow Yeti (The Unstoppable Yellow Yeti) est une série télévisée d'animation pour enfants franco-finlandaise créée par Anttu Harlin et Joonas Utti, diffusée sur Disney Channel en France le 14 mai 2022, puis en Finlande le 1er juillet sur Yle Areena.